# Comté de Mortain
Le comté de Mortain est un ancien comté médiéval centré sur la ville de Mortain (Manche). Sa création remonte probablement au premier quart du XIe siècle quand le duc de Normandie Richard II installa des comtes sur les marges de son duché. Vers 1015, un comte fut d'abord placé à Avranches. L'Avranchin, proche de la frontière avec le duché de Bretagne, subissait souvent des incursions bretonnes et angevines. D'autre part, étant situé à l'extrémité sud-ouest du duché, le comté servait de relais à l'autorité ducale. Avant 1050, le Mortainais fut démembré de l'Avranchin pour former une entité indépendante, face au comté du Maine.

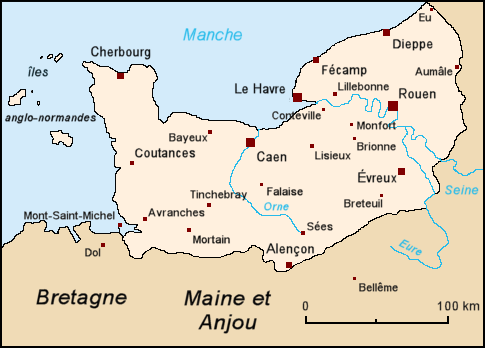
Mortain sur une carte de la Normandie historique.

Les ducs de Normandie y placèrent des membres de leur famille comme comte. Il est assez difficile de savoir qui fut le premier comte de Mortain car, avant 1040, les textes ne désignent pas les comtes avec leur lieu d'implantation, et le titre comte n'est pas d'un usage courant.
Le comté n'avait pas beaucoup d'autonomie contrairement par exemple au comté d'Eu. Il fut une unité politique cohérente à partir du milieu du XIe jusqu'au XIIIe siècle. Il resta en relation étroite avec le pouvoir ducal jusqu'à ce qu'il soit en partie démembré par Saint Louis en avril 1235. Mortain ainsi que le comté limitrophe de Domfront furent partagés entre Mathilde de Dammartin, comtesse de Boulogne, qui reçut un tiers du territoire, et le roi, qui garda le reste.

## Géographie
L'honneur de Mortain avait pour cœur la large vallée de la Sélune, que l'on appelle val de Mortain. Il comprenait aussi des revenus de la foire de Montmartin, et à l'époque d'Étienne de Blois puis de son fils Guillaume (v. 1006-1106), il semble inclure la ville de Coutances elle-même,. Avant 1106, cet honneur incluait aussi un groupe de terres centrées autour du château de La Haye-du-Puits dans le Nord-Cotentin.

### Places fortes
Guillaume Longue-Épée aurait construit le premier château fort de Mortain. Robert de Mortain, demi-frère de Guillaume le Conquérant fait construire ou fortifie des places fortes à Mortain, Saint-Hilaire-du-Harcouët, Le Teilleul et Tinchebray. D'autres places fortifiées importantes du comté sont les châteaux de Saint-James-de-Beuvron et de Cérences.

## Histoire du comté

### Création
En 933, le roi de France Charles le Simple, abandonne à Guillaume Longue Épée, le Cotentin et l’Avranchin concédés autrefois par les Francs aux Bretons. À cette date, le duché de Normandie recouvre à peu près la province ecclésiastique de Rouen, autrement dit la quasi-totalité de la région d’aujourd’hui. Mais il n’est pas sûr que son chef dominait effectivement tout ce territoire. Jusqu’au règne de Richard Ier (942-996), la moitié occidentale semble échapper à l’autorité des comtes normands installés à Rouen. Les Normands n'arrivent probablement à dominer Mortain et sa région qu'après de nombreuses luttes contre leurs voisins Bretons et Manceaux.
Dans les premières années du XIe siècle, Robert d'Avranches, un fils illégitime de Richard Ier de Normandie, considéré comme le premier comte de Mortain, s'établit dans le château de Mortain. Pour Jacques Boussard : « la constitution de la seigneurie de Mortain semble coïncider avec la fin des guerres du duc de Normandie (Robert le Magnifique) et du duc de Bretagne au moment où la frontière des deux duchés fut définitivement fixée au Couesnon ».

### Un comté stratégique
À la fin des années 1050, Guillaume le Conquérant, après avoir déchu le comte de Mortain, Guillaume Guerlenc, met son demi-frère Robert de Mortain à la tête du comté. Il a alors besoin d'un homme de confiance pour tenir ce territoire stratégique. En effet, au milieu du XIe siècle, le comté de Mortain est une zone stratégique du duché puisque frontalier du duché de Bretagne, du comté du Maine et de la seigneurie de Bellême. Il est aussi proche des importants centres ecclésiastiques d'Avranches et de Coutances. Bellême est un territoire de loyauté douteuse, quasi indépendant, aux confins du Maine, du Blésois, et du domaine royal.
Robert renforce sa position par la construction de plusieurs châteaux : à Mortain, Saint-Hilaire-du-Harcouët, Le Teilleul et Tinchebray. Ces châteaux sont les composants d'une formidable ligne de défense de la frontière sud-ouest du duché. En 1082, il conquiert le château de Gorron dans le Maine, ce qui lui procure une base avant idéale contre Foulque IV d'Anjou dit le Réchin.
Geoffroy Plantagenêt, le mari de Mathilde l'Emperesse attaque la Normandie en 1137 et en 1141. Mortain est évidemment en première ligne, et le comté de Mortain et l'Avranchin sont conquis en 1142 par Henri de Fougères. Geoffroy devient duc de Normandie de jure uxoris en 1144.
Lorsque Henri II d'Angleterre monte sur le trône en 1154, le comté se retrouve alors noyé dans l'immense empire des Plantagenêts. Ayant perdu sa valeur stratégique, il ne joue plus qu'un rôle d'apanage. Ainsi, lorsque Richard Cœur de Lion succède à son père Henri II en 1189, il donne le comté et le titre de comte de Mortain à son frère Jean Sans Terre, ainsi que 4 000 livrées de terre dans le royaume faisant de celui-ci un des principaux barons de Normandie.

### Passage sous le contrôle du roi de France
Après l'invasion de la Normandie en 1204, le roi Philippe Auguste ne s'aventure que rarement dans l'ouest du duché. Il vient pour la première fois à Mortain en 1211, mais accompagné d'une armée.
À la suite de la révolte de Renaud de Dammartin, Pierre du Thillay, bailli français basé à Caen, prend rapidement le contrôle du comté. Dès 1212, il y tient des assises avec son beau-fils Eudes du Tremblay, le châtelain royal de Mortain. Pierre du Thillay supervise les affaires du comté pendant quelques années avant que le roi ne le donne à son fils naturel, Philippe Hurepel, et lui ait fait épouser la fille de Renaud, Mathilde de Dammartin. À partir de ce moment, l'administration comtale reprend son cours.
Le 14 mai 1335, Philippe VI de Valois érige le comté de Mortain, en comté-pairie.
 Vers la fin de 1354, le roi de France Charles V le Sage décide la confiscation de tous les domaines de Charles II de Navarre (dit le Mauvais), roi de Navarre, en France. Le roi envoie ses troupes prendre possessions des terres et châteaux de Charles, et la plupart des places se rendent. Cherbourg, Avranches, Gavray, Évreux, Pont-Audemer et Mortain résistent. Les garnisons de ses châteaux et places fortes sont composées de Navarrais fidèles au roi de Navarre, et qui ne reconnaissent pas le roi de France.
En 1481 Charles V d'Anjou, roi de Sicile, décédait laissant par son testament tous ses biens à la couronne de France. Pour la troisième fois, Mortain revenait aux rois de France.
Par contrat passé en 1529 entre François Ier et Louise de Bourbon, princesse de la Roche-sur-Yon (au nom de ses enfants mineurs), le roi céda le comté de Mortain et la vicomté d'Auge avec droits et dépendance, en échange des villes de Leuze et de Condé. Le comté (et l'Auge) furent dès lors attachés à la possession du duché de Montpensier, qui passa dans le patrimoine de la maison d'Orléans.

## Économie
On sait que dans le Mortainais le blé était cultivé à la fin du XIe siècle. L'élevage des animaux était très répandu et constituait la principale ressource économique de la région. La vigne était aussi présente, notamment à Mortain et au Teilleul.